# Dê núi sừng ngắn Nilgiri
Dê núi sừng ngắn Nilgiri (Nilgiritragus hylocrius) là một loài thú guốc chẵn đặc hữu dãy núi Nilgiri và phần phía nam của dãy Ghat Tây tại bang Tamil Nadu và Kerala miền Nam Ấn Độ. Đây là động vật biểu tượng của Tamil Nadu.

## Tên gọi
Trong tiếng Tamil, nó được gọi là varaiaadu (வரையாடு), được ghép từ hai từ tiếng Tamil, wurrai (nghĩa là "vách đá") và aadu (nghĩa là "dê"). Tiếng Malayalam có cái tên tương đương là "Varayaadu" (വരയാട്). Tên trong tiếng Tamil cổ điển là "varudai" (வருடை: Natrinai, 359; Ainkurunuru, 287; Pattinappalai, 139). Trước đây, loài này được nhà tự nhiên học Gray đặt tên là Capra warryato.